# تراتوم خاجی‌دنبالچه‌ای
تراتوم خاجی‌دنبالچه‌ای (به انگلیسی: Sacrococcygeal teratoma) نوعی تومور مادرزادی است که در هر ۳۰ تا ۷۰ هزار تولد زنده رخ می‌دهد و در اکثر قریب به اتفاق موارد خوش‌خیم است. این تومور دختران را چهار برابر پسران مبتلا می‌کند و علت آن هنوز به‌درستی شناخته نشده است.